# Umberto Nobile
Umberto Nobile (Lauro, 21 de enero de 1885-Roma, 30 de julio de 1978) fue un ingeniero aeronáutico italiano y uno de los exploradores árticos más famosos, principalmente por las técnicas que utilizó en sus exploraciones y sobre todo por su nacionalidad, no muy frecuente entre los exploradores polares.
Nobile fue un pionero y una de las personalidades más destacadas de la historia de la aeronáutica italiana. Se dio a conocer al gran público por haber pilotado el aeroplano que consiguió el primer avistamiento del Polo Norte y sobre todo por haber pilotado el dirigible Norge, que fue la primera aeronave que alcanzó el Polo Norte y que cruzó el casquete polar entre Europa y América.

## Biografía

### Primeros años
Nobile obtuvo las titulaciones de ingeniero eléctrico e ingeniero industrial cum laude, en la Universidad de Nápoles. En 1906 empezó a trabajar en la empresa estatal de ferrocarriles, donde trabajó en la electrificación del tendido. En 1911 su interés se volvió hacia la ingeniería aeronáutica e ingresó en un curso de un año de duración que ofrecía el ejército italiano. Nobile siempre había estado fascinado por los trabajos de pioneros de la aviación tales como Ferdinand Graf von Zeppelin.
Cuando Italia entró en la Primera Guerra Mundial en 1915, Nobile que por aquel entonces tenía 29 años intentó alistarse en tres ocasiones pero en todas ellas fue rechazado por considerarlo físicamente incapacitado para el servicio. El ejército italiano había usado dirigibles desde 1912, durante la guerra contra Turquía, en la que eran empleadas en misiones de bombardeo y de reconocimiento. Durante la guerra Nobile trabajó en labores tanto de diseño como de construcción. Italia construyó alrededor de 20 dirigibles semirrígidos de la clase M con una carga de bombas de 1000 kg, empleándose en misiones de bombardeo contra objetivos terrestres o bien contra barcos. También se emplearon otros más pequeños —algunos de ellos de construcción británica— pero ninguno de los diseños de Nobile voló hasta después de la guerra.
En julio de 1918, Nobile crea su propia empresa junto con Giuseppe Valle, Benedetto Croce, y Celestino Usuelli dedicada a la construcción aeronáutica. Durante este periodo también dio clases en la Universidad de Nápoles, superó los exámenes para la obtención de la licencia de piloto y escribió el libro de texto Elementi di Aerodinamica (Elementos de aerodinámica). Nobile estaba convencido de que los dirigibles semirrígidos de tamaño medio eran superiores a los diseños rígidos o no rígidos. El primer proyecto de la compañía fue el dirigible T-34, diseñado para atravesar el Océano Atlántico. Cuando el dirigible británico R34 cruzó el Atlántico en 1919, el T-34 fue vendido al ejército italiano y posteriormente al estadounidense, donde entró en servicio con el nombre de Roma. El deterioro de la situación política y la amenaza de la nacionalización de su empresa convencieron a Nobile para trasladarse a los Estados Unidos en 1922 donde trabajó como consultor en Akron, Ohio. Volvió a Italia en 1923 y empezó a construir un nuevo dirigible, el N-1. Sin embargo, al poco tiempo se vio envuelto en una tormenta de intrigas políticas, ideada y dirigida por enemigos personales y competidores empresariales, quienes utilizaron el recientemente formado gobierno fascista para acosar e intimidar a Nobile y sus socios. Parece que algunos de los principales interesados en el fracaso del negocio de Nobile eran el general Arturo Crocco, quien también construía dirigibles y el general Italo Balbo, jefe del estado mayor y partidario de las aeronaves más pesadas que el aire.

### Expediciones polares
En 1925 Nobile se involucró en la planificación de un vuelo polar con el explorador noruego Roald Amundsen y el millonario explorador estadounidense Lincoln Ellsworth. Estos ya lo habían intentado con anterioridad utilizando dos hidroaviones Dornier Do J, pero se quedaron a unos 280 km del Polo Norte, cuando tras un aterrizaje forzoso el hielo les tuvo bloqueados durante 30 días. Tras una serie de pruebas de vuelo, el N-1 fue entregado el 29 de marzo de 1926 y rebautizado con el nombre de Norge (Noruega). El 14 de abril el dirigible partió hacia Ny-Ålesund, Spitsbergen haciendo una parada en San Petersburgo. El 9 de mayo los integrantes de la expedición recibieron con gran consternación la noticia de que Richard E. Byrd y Floyd Bennett se les habían adelantado y habían alcanzado el polo (hecho este no falto de reclamaciones y disputas). El 11 de mayo de 1926 la expedición salió hacia el polo. Tras sobrevolarlo, aterrizaron en Teller, Alaska dos días más tarde, ya que los fuertes vientos hicieron imposible la vuelta a Noruega. Este vuelo resultó en una controversia entre Nobile y Amundsen, acerca de a quién pertenecía el mérito de la expedición, si a Nobile como piloto o a Amundsen, como líder de la misma. La situación fue empeorada aún más por los enemigos de Nobile en Italia, quienes alardeaban del genio de la ingeniería italiana y enviaron a Nobile a que diera una serie de conferencias en las Estados Unidos, lo cual solamente sirvió para lograr la enemistad de Amundsen y sus compatriotas.

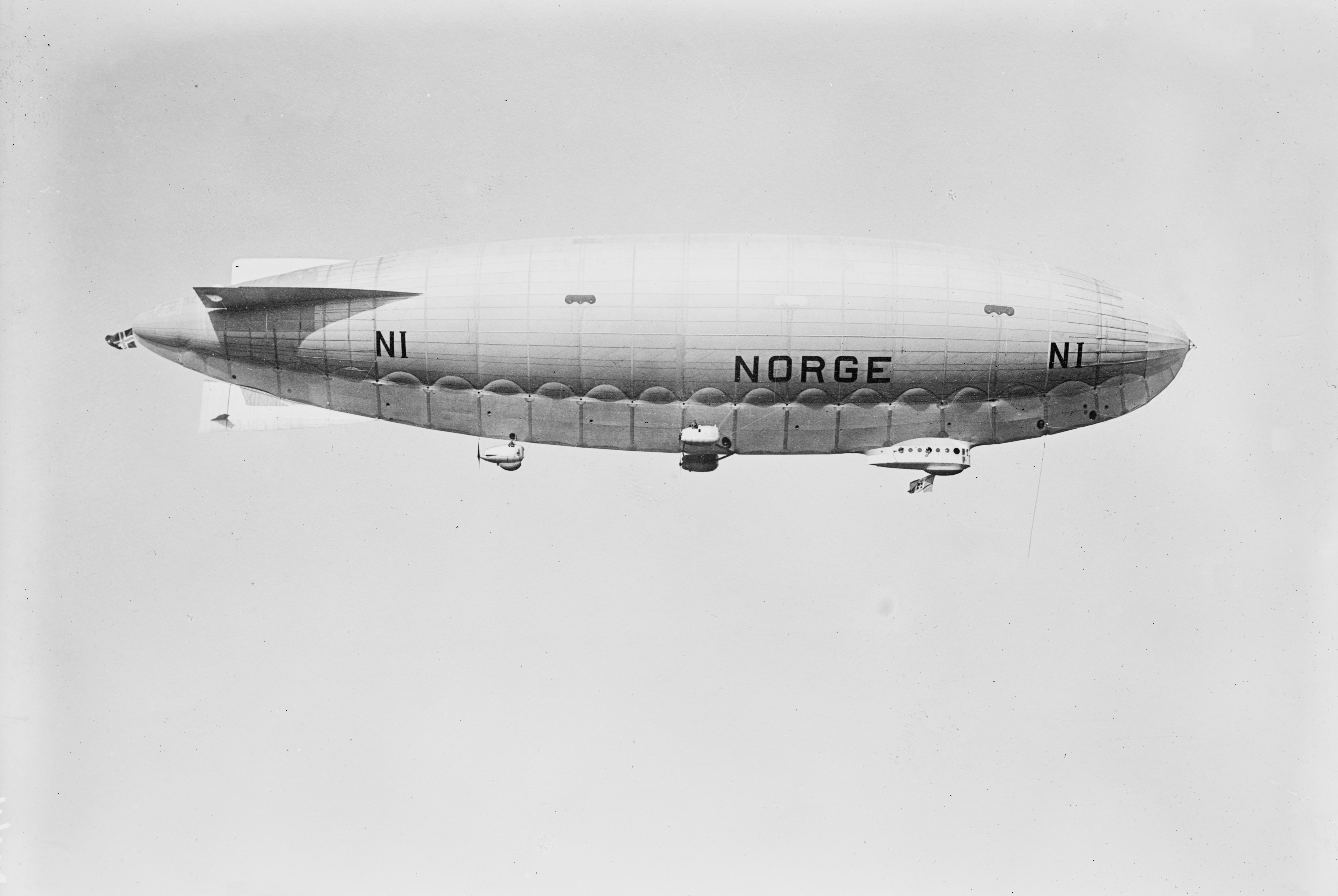
El dirigible Norge en vuelo

Esta polémica con Amundsen no impidió que Nobile siguiera conservando una buena relación con otros científicos interesados en el polo y empezó a planear una nueva expedición, esta vez bajo control italiano. A pesar de las interferencias políticas y las continuas trampas y amenazas a la plantilla la compañía de Nobile pretendía vender un dirigible de la clase N a Japón. La popularidad de Nobile le salvaba de momento de ataques más directos, pero cuando sus planes se hicieron públicos, se atribuyen a Italo Balbo las palabras «Dejémosle ir, probablemente no vuelva a molestarnos nunca más».

### Expedición del dirigibleItalia
El dirigible de la clase N Italia fue lentamente completado y equipado para el vuelo polar durante 1927 y 1928. Parte de estas dificultades se debieron a la cantidad de capital privado necesario para la expedición, ya que el gobierno italiano limitó su participación directa al envío a Spitsbergen del obsoleto barco de vapor Città di Milano al mando del incompetente[cita requerida] Giuseppe Romagna para que sirviera de barco de apoyo de la exploración. Tras dos vuelos preliminares desde Ny-Ålesund, el vuelo hacia el Polo Norte empezó el 23 de mayo de 1928, pero terminó el 25 de mayo cuando el dirigible se estrelló a los 81° 14' latitud norte, 28° 14' longitud este. El hielo a la deriva llevó a los supervivientes hacia las islas Foynøya y Broch. La incompetencia del capitán Romagna supuso que las angustiosas señales que los supervivientes habían dejado para facilitar su localización y rescate no fueran encontradas hasta varias semanas más tarde, y que, a pesar de que a bordo iban tropas de montaña italianas, con personal especializado y con la misión de actuar en caso de que surgiera cualquier emergencia, las autoridades italianas no hicieron ningún esfuerzo por organizar una misión de búsqueda y rescate.
Esto motivó que la comunidad internacional, y en particular Noruega, Suecia y Finlandia iniciaran la primera misión aérea de rescate en el polo. Varios barcos privados fletados por científicos y exploradores polares también participaron en la búsqueda. Incluso Amundsen olvidó las diferencias del pasado y se unió a los rescatadores, encontrando la muerte en su sobrecargado hidroavión cuando regresaba al cuartel general de los exploradores. Tras un mes de privaciones, el primer avión de rescate, un Fokker de la fuerza aérea sueca, dotado con esquíes y pilotado por el teniente Einar Lundborg aterrizó cerca del lugar del accidente. Nobile había preparado un detallado plan de evacuación, que priorizaba en el traslado a los heridos de mayor gravedad. Sin embargo, Lundborg, posiblemente siguiendo órdenes de sus superiores o bien del gobierno italiano, rechazó trasladar a nadie a excepción de Nobile, argumentando que era necesaria desesperadamente su colaboración para coordinar las operaciones de salvamento.
De mala gana Nobile fue enviado a la isla Ryss, donde se encontraba el campamento base de los aviones de rescate suecos y finlandeses. Sin embargo, cuando Lundborg volvió a recoger al segundo de los supervivientes su avión se estrelló al tomar tierra, quedándose él también atrapado con los demás. Nobile llegó al Città di Milano donde se sorprendió de la incompetencia reinante. Sus intentos por coordinar los esfuerzos internacionales de rescate fueron bloqueados y cuando intentó marcharse el capitán Romagna le puso bajo arresto. Sus telegramas a los supervivientes que seguían aún en el hielo y a los equipos de rescate, eran fuertemente censurados, e incluso fue obligado a firmar una declaración en la que quedaba como un cobarde, puesto que en ella se afirmaba que él había solicitado ser el primero en ser evacuado. El resto de sus hombres fue finalmente rescatado por el rompehielos soviético Krasin. Nobile quiso continuar con la búsqueda de otros seis hombres, pero se le ordenó volver a Roma con el resto de la tripulación.
200 000 personas recibieron a Nobile y a su tripulación a su llegada a Roma. Esta muestra de popularidad no había sido prevista por sus enemigos, que habían utilizado la prensa nacional y extranjera para acusarle y así ocultar su propia incompetencia en las labores de rescate. Durante una entrevista con Benito Mussolini ofendió al dictador exponiendo detalladamente todas sus quejas, sellando así su destino. La investigación militar, muy manipulada, culpó a Nobile del desastre, acusándole de abandonar a sus hombres. Nobile pasaría el resto de su vida defendiéndose de estas acusaciones. Las circunstancias del accidente fueron muy complejas y no sería justo achacar a Nobile toda la responsabilidad: condiciones climáticas horribles, fallo de los equipos y malas decisiones colaboraron en el desastre. En marzo de 1929 dimite públicamente de su puesto en las fuerzas aéreas italianas (lo que molestó aún más a Mussolini). Pero al año siguiente Nobile debe enfrentarse a una prueba aún más dura, la muerte de su esposa.

### De 1931 hasta su muerte
En 1931 se marcha a trabajar a la Unión Soviética, donde colabora en el programa soviético de dirigibles semirrígidos. Los detalles del programa de dirigibles soviético permanecen oscuros, pero hay una evidente influencia de Nobile en el diseño de los dirigibles USSR-V5 y URSS-W6 Ossoawiachim. En 1936 se le permite regresar a Italia, donde volvería a dedicarse a la enseñanza antes de partir para los Estados Unidos en 1939 donde impartiría clases en Lockport, Illinois. A pesar de su estado de ciudadano de un país enemigo, fue autorizado a permanecer en los Estados Unidos, y solamente volvería a Italia en 1943 a causa de su hijo.
En 1945 la fuerza aérea italiana le exculpó de todos los cargos y le concedió el rango de Generale di Divisione Aerea. Fue convencido para que entrara en política y que optara a un puesto de diputado en la Assemblea Costituente, cargo que ocupó entre 1946 y 1948, cuando fue tachado de comunista basándose en los cinco años que había pasado trabajando en la Unión Soviética. Nobile volvió entonces a su querida Universidad de Nápoles donde fue profesor hasta su retiro. Murió en 1978 a los 93 años de edad.

## Su legado
Además de la construcción y el diseño de dirigibles, Umberto Nobile se ocupó de otras muchas cuestiones aeronáuticas: en 1918 ideó el primer paracaídas italiano, en 1922 promovió, junto con el ingeniero Gianni Caproni, la construcción del primer aeroplano metálico italiano, el Caproni Ca 73. Fue autor de numerosas publicaciones técnicas así como de diversas obras en las que recoge sus recuerdos de sus expediciones polares.

## Eponimia
- El cráter lunar Nobile lleva este nombre en su memoria.[1]

## Película
La trágica expedición del dirigible de la clase N Italia y el rescate de los supervivientes ha sido llevado al cine en la película La tienda roja, dirigida en 1971 por Mijaíl Kalatozov. La película, por tanto, fue rodada antes de la muerte de Nobile.